# 北区 内田康夫ミステリー文学賞
北区 内田康夫ミステリー文学賞（きたく うちだやすおミステリーぶんがくしょう）は、東京都北区の知名度を高めるため、北区アンバサダーである作家内田康夫の協力の下に、2002年（平成14年）4月に創設された文学賞である。短編の推理小説を募集する。
主催は東京都北区で、実業之日本社が協賛する。賞金は大賞（1編）が100万円、特別賞（1 - 2編）が10万円。結果は例年、文芸誌『月刊ジェイ・ノベル』（実業之日本社）4月号で発表され、選評と大賞受賞作品が掲載される。また、受賞作は演劇化され、翌年の授賞式で上演される。

## 選考委員
- 山前譲
- 花川與惣太（北区長）
- 依田園子（北区文化振興財団理事長）
- 推理小説関連出版社の編集者 ほか（前回までの大賞受賞者など）

## 受賞作一覧

### 第1回から第10回
| 回（年）         | 応募数 | 賞           | 受賞・入選作                              | 著者       |
| ---------------- | ------ | ------------ | ----------------------------------------- | ---------- |
| 第1回（2003年）  | 187編  | 大賞         | 『黒い服の未亡人』                        | 汐見薫     |
| 第1回（2003年）  | 187編  | 区長賞       | 『冬霞』                                  | 福岡青河   |
| 第1回（2003年）  | 187編  | 佳作         | 『星降夜』                                | 織江耕太郎 |
| 第2回（2004年）  | 150編  | 大賞         | 『夢見の噺』                              | 清水雅世   |
| 第2回（2004年）  | 150編  | 区長賞       | 『江戸切絵図の記憶』                      | 跡部蛮     |
| 第2回（2004年）  | 150編  | 区民賞       | 『朝の幽霊』                              | 永沢透     |
| 第3回（2005年）  | 210編  | 大賞         | 『ドリーム・アレイの錬金術師』            | 山下欣宏   |
| 第3回（2005年）  | 210編  | 区長賞       | 『祐花とじゃじゃまるの夏』                | 蒲原文郎   |
| 第3回（2005年）  | 210編  | 審査員特別賞 | 『十六夜華泥棒』                          | 山内美樹子 |
| 第4回（2006年）  | 146編  | 大賞         | 『師団坂・六〇』                          | 井水伶     |
| 第4回（2006年）  | 146編  | 区長賞       | 『志乃の桜』                              | 高田郁     |
| 第4回（2006年）  | 146編  | 浅見光彦賞   | 『オルゴールメリーの残像』                | 井上凛     |
| 第5回（2007年）  | 137編  | 大賞         | 『天狗のいたずら』                        | 田端六六   |
| 第5回（2007年）  | 137編  | 区長賞       | 『あるアーティストの死』                  | 櫻田しのぶ |
| 第5回（2007年）  | 137編  | 浅見光彦賞   | 『市役所のテーミス』                      | 古澤健太郎 |
| 第6回（2008年）  | 189編  | 大賞         | 『金鶏郷に死出虫は嗤う』                  | やまき美里 |
| 第6回（2008年）  | 189編  | 区長賞       | 『若木春照の悩み - ゲーテの小径殺人事件』 | 小堺美夏子 |
| 第6回（2008年）  | 189編  | 浅見光彦賞   | 『雨降る季節に』                          | 岩間光介   |
| 第7回（2009年）  | 262編  | 大賞         | 『幻の愛妻』                              | 岩間光介   |
| 第7回（2009年）  | 262編  | 区長賞       | 『休眠打破』                              | 和喰博司   |
| 第8回（2010年）  | 268編  | 大賞         | 『完璧なママ』                            | 松田幸緒   |
| 第8回（2010年）  | 268編  | 区長賞       | 『神隠しの町』                            | 井上博     |
| 第8回（2010年）  | 268編  | 審査員特別賞 | 『御用雪氷異聞』                          | 吹雪ゆう   |
| 第9回（2011年）  | 283編  | 大賞         | 『神隠し 異聞「王子路考」』               | 安堂虎夫   |
| 第9回（2011年）  | 283編  | 浅見光彦賞   | 『話、聞きます』                          | 門倉暁     |
| 第9回（2011年）  | 283編  | 特別賞       | 『誕生』                                  | 島村潤一郎 |
| 第10回（2012年） | 293編  | 大賞         | 『凶音窟』                                | 山下歩     |
| 第10回（2012年） | 293編  | 審査員特別賞 | 『とうとうたらり たらりら たらり』        | 滝川野枝   |
| 第10回（2012年） | 293編  | 区長賞       | 『花見の仇討』                            | 宮田隆     |

### 第11回から第20回
| 回（年）         | 応募数 | 賞           | 受賞・入選作                              | 著者         |
| ---------------- | ------ | ------------ | ----------------------------------------- | ------------ |
| 第11回（2013年） | 255編  | 大賞         | 『最後のヘルパー』                        | 高橋正樹     |
| 第11回（2013年） | 255編  | 区長賞       | 『ブラインドi・諦めない気持ち』           | 米田京       |
| 第11回（2013年） | 255編  | 審査員特別賞 | 『チェイン』                              | 伊東雅之     |
| 第12回（2014年） | 260編  | 大賞         | 『友情が見つからない』                    | 立木十八     |
| 第12回（2014年） | 260編  | 区長賞       | 『ロスト・チルドレン』                    | 加賀美桃志郎 |
| 第12回（2014年） | 260編  | 審査員特別賞 | 『サークル』                              | 門倉暁       |
| 第13回（2015年） | 278編  | 大賞         | 『二番札』                                | 南大沢健     |
| 第13回（2015年） | 278編  | 区長賞       | 『きつねのよめいり』                      | 稲羽白菟     |
| 第14回（2016年） | 212編  | 大賞         | 『小さな木の実』                          | 島村潤一郎   |
| 第14回（2016年） | 212編  | 区長賞       | 『未完の自分史 遺棄した死体はそのままで』 | 宮城徳子     |
| 第14回（2016年） | 212編  | 審査員特別賞 | 『情報協力』                              | 嶋守恵之     |
| 第15回（2017年） | 226編  | 大賞         | 『蜃気楼の如く』                          | 的場郁賢     |
| 第15回（2017年） | 226編  | 区長賞       | 『赤羽猫の怪』                            | 床品美帆     |
| 第15回（2017年） | 226編  | 審査員特別賞 | 『遠い約束』                              | 野上健司     |
| 第16回（2018年） | 204編  | 大賞         | 『妖剣』                                  | 甲斐太朗     |
| 第16回（2018年） | 204編  | 区長賞       | 『失踪マンション』                        | 山口均       |
| 第16回（2018年） | 204編  | 奨励賞       | 『梅雨時』                                | 廣岡史丸     |
| 第17回（2019年） | 205編  | 大賞         | 『金木犀の木の下で』                      | 福田純二     |
| 第17回（2019年） | 205編  | 区長賞       | 『運がいいのか悪いのか』                  | 加藤眞男     |
| 第17回（2019年） | 205編  | 奨励賞       | 『秘密を夜に閉じ込めて』                  | 横山黎       |
| 第18回（2020年） | 185編  | 大賞         | 『暗い駒音』                              | 西浦理       |
| 第18回（2020年） | 185編  | 区長賞       | 『ロミオのダイイングメッセージ』          | 出崎哲弥     |
| 第18回（2020年） | 185編  | 審査員特別賞 | 『ワグネリアンの女』                      | 髙橋良育     |
| 第19回（2021年） | 237編  | 大賞         | 『西ヶ原』                                | 清水サトル   |
| 第19回（2021年） | 237編  | 区長賞       | 『不適切な指導』                          | 伊東雅之     |
| 第19回（2021年） | 237編  | 審査員特別賞 | 『名もなきアンサンブル』                  | 青木杏樹     |
| 第20回（2022年） | 235編  | 大賞         | 『二つの依頼』                            | 安芸那須     |
| 第20回（2022年） | 235編  | 区長賞       | 『お出かけゲーム』                        | 西村美佳孝   |
| 第20回（2022年） | 235編  | 審査員特別賞 | 『死者の花束』                            | 諸星額       |

### 第21回から
| 回（年）         | 応募数 | 賞           | 受賞・入選作           | 著者       |
| ---------------- | ------ | ------------ | ---------------------- | ---------- |
| 第21回（2023年） | 176編  | 大賞         | 『沈黙のコンチェルト』 | 諸星額     |
| 第21回（2023年） | 176編  | 区長賞       | 『フィナーレの前に』   | 鮎川知央   |
| 第21回（2023年） | 176編  | 審査員特別賞 | 『誤審』               | 積本絵馬   |
| 第22回（2024年） | 182編  | 大賞         | 『雨の日の再開』       | 岸耕助     |
| 第22回（2024年） | 182編  | 区長賞       | 『ひとつの願い』       | 秋月光ノ介 |
| 第22回（2024年） | 182編  | 審査員特別賞 | 『痕』                 | 半崎輝     |
| 第23回（2025年） | 122編  | 大賞         | 『紅屋お菊と出戻り狐』 | 室星尚明   |
| 第23回（2025年） | 122編  | 区長賞       | 『能ある鷹』           | 会川琴音   |